# IC 863
IC 863 — галактика типу SB0-a (компактна витягнута галактика) у сузір'ї Діва.
Цей об'єкт міститься в оригінальній редакції індексного каталогу.